# Anders Åkesson (spiritistiskt medium)
Bo Anders Roland Åkesson, född den 3 september 1965 i Munka-Ljungby församling, är en svensk verksam som spiritistiskt medium och healer.
Åkesson hävdar att han sedan barnsben haft kontakt med andevärlden, men att det inte var förrän efter en tid som raggare i en vardag med fylla och slagsmål som han vid 21 års ålder bestämde sig för att utbilda sig till medium. Han anger sig vara certifierad som medium via utbildning hos Iris Hall.
Han har medverkat i Akademien för det okända, Det okända och dokumentären Död eller inte som sändes på TV3. Åkesson har även medverkat som kommentator i programmet Andarnas Makt. Åkesson håller kurser i medialitet och healing samt ger mediala demonstrationer.
2010 avslöjades att Åkesson hade fuskat under en så kallad fysisk seans som hölls i Ystad den 9 oktober. Han konfronterades med bevis och medgav det hela.
| ” | Det fel jag gjorde var att jag utan någon annans vetskap förde in en självlysande lerklump inlindad i en trasig strumpa på en offentlig demo. Jag har vid konfrontation per telefon erkänt för personen i fråga att jag har gjort ovan nämnda handling. Vid detta erkännande har jag även berättat att jag medvetet format leran över min egen hand och stäckt ut den i seansrummet. Jag har alltså vid några få tillfällen klarat att lirka loss min ena hand från de buntband som jag sitter fast i stolen med, och det är då jag lyckats åstadkomma ovan nämnda handling. Övriga fysiska fenomen genom åren har varit helt och hållet andevärldens. | „ |